# Derek Armstrong
Derek Armstrong (* 23. April 1973 in Ottawa, Ontario) ist ein ehemaliger kanadischer Eishockeyspieler und derzeitiger -funktionär.
Während seiner Spielerkarriere war er unter anderem zwischen 1995 und 2010 für die New York Islanders, Ottawa Senators, New York Rangers, Los Angeles Kings und St. Louis Blues in der National Hockey League aktiv.

## Karriere
Derek Armstrong begann seine Karriere als Eishockeyspieler bei den Sudbury Wolves, für die er von 1990 bis 1993 in der Ontario Hockey League aktiv war. In dieser Zeit wurde er im NHL Entry Draft 1992 in der sechsten Runde als insgesamt 128. Spieler von den New York Islanders ausgewählt, für die er in der Saison 1993/94 sein Debüt in der National Hockey League gab. Dies blieb jedoch sein einziger Einsatz in dieser Spielzeit, da er die restliche Zeit für die Salt Lake Golden Eagles aus der International Hockey League spielte. Nachdem er im folgenden Jahr ausschließlich für die Denver Grizzlies aus der IHL aufgelaufen war, spielte Armstrong in den folgenden beiden Spielzeiten jeweils sowohl für die Islanders, als auch für die Worcester IceCats aus der American Hockey League, sowie das IHL-Team Utah Grizzlies. Am 28. Juli 1997 nahmen die Ottawa Senators den Angreifer unter Vertrag, für die er anschließend zwei Tore in neun Spielen erzielte. Den Großteil der Saison 1997/98 verbrachte der Rechtsschütze bei den Detroit Vipers aus der IHL sowie als Leihspieler beim Hartford Wolf Pack aus der AHL.
Am 10. August 1998 wurde Armstrong ebenfalls als Free Agent von den New York Rangers verpflichtet, für die er ebenso wie für deren Farmteam, das Hartford Wolf Pack, in den folgenden drei Jahren aktiv war. Anschließend spielte er eine Spielzeit lang in der Schweizer Nationalliga A, ehe er im Sommer 2002 von den New York Rangers zu den Los Angeles Kings transferiert wurde, für die er seitdem regelmäßig in der NHL spielt. Einzig während des Lockouts in der NHL-Saison 2004/05 stand Armstrong in der Schweiz bei HC Servette Genève und den Rapperswil-Jona Lakers unter Vertrag.
Ab September 2009 spielte der Kanadier für St. Louis Blues und unterschrieb einen Zweijahresvertrag, der sowohl für die NHL als auch für die AHL galt. Nach der Saison 2009/10 beendete Armstrong aufgrund einer erlittenen Gehirnerschütterung seine aktive Karriere.
Im Jahr 2011 begann Amstrong als Eishockeytrainer zu arbeiten und betreute zunächst für eine Saison die Boulder Junior Bison in der Juniorenliga Western States Hockey League. Zur Saison 2012/13 wechselte er zu den Denver Cutthroats in die Central Hockey League und hatte dort ab der Saison 2013/14 neben der Tätigkeit als Cheftrainer auch den Posten des Director of Hockey Operations inne. Im Januar 2014 trat der Kanadier zusätzlich die Position des zurückgetretenen Ben Rifkin als Präsident des Teams an. Nach einer sportlich erfolgreichen Saison mit den Cutthroats wurde er in der CHL als Trainer des Jahres der Saison 2013/14 ausgezeichnet und entschied sich dazu, fortan ausschließlich die Tätigkeit als Präsident und General Manager des Vereins auszuüben.

## Erfolge und Auszeichnungen
| - 1995 Turner-Cup-Gewinn mit den Denver Grizzlies - 1999 AHL All-Star Classic - 2000 AHL All-Star Classic - 2000 AHL Second All-Star Team - 2000 Jack A. Butterfield Trophy | - 2000 Calder-Cup-Gewinn mit dem Hartford Wolf Pack - 2001 AHL First All-Star Team - 2001 John B. Sollenberger Trophy - 2001 Les Cunningham Award - 2014 Commissioner’s Trophy |

## Karrierestatistik
(Legende zur Spielerstatistik: Sp oder GP = absolvierte Spiele; T oder G = erzielte Tore; V oder A = erzielte Assists; Pkt oder Pts = erzielte Scorerpunkte; SM oder PIM = erhaltene Strafminuten; +/− = Plus/Minus-Bilanz; PP = erzielte Überzahltore; SH = erzielte Unterzahltore; GW = erzielte Siegtore; 1 Play-downs/Relegation; Kursiv: Statistik nicht vollständig)